# スタディオン・グラドスキ・ヴルト
スタディオン・グラドスキ・ヴルトは、クロアチアのオシエクにあるサッカースタジアムである。NKズリンスキ・オシイェチコ1664がホームスタジアムとして使用する。

## 概要
1958年9月7日に最初の試合が行われ、NKオシエクとスロボダ・トゥズラが対戦した。
1980年に公式に開場し、1982年に行われたオシエクとディナモ・ザグレブの試合では最多観客記録となる40,000人が観戦した。
1998年に座席と照明が設置された。座席を設置したことにより、収容能力はほぼ半減した。
2016年5月には、クロアチアカップ決勝が開催された。